# ヒュー・マッケイ (第6代レイ卿)
第6代レイ卿ヒュー・マッケイ（英語: Hugh Mackay, 6th Lord Reay、1797年1月26日没）は、スコットランド貴族。

## 生涯
第4代レイ卿ドナルド・マッケイの息子として生まれた。
1768年2月27日に兄ジョージが死去すると、レイ卿の爵位を継承した。
精神異常者と宣言され、1797年1月26日に死去した。叔父ジョージの息子エリックが爵位を継承した。